# Vanlande
Vanlande eller Vanland (fornvästnordiska Vanlandi) var enligt Snorre Sturlasson kung av Svitjod av Ynglingaätten och satt i Uppsala. Han är omnämnd i Ynglingatal och Ynglingasagan i Heimskringla. Han ska ha varit son till Svegder som han efterträdde som kung. 
Vanlande beskrivs av Snorre som en stor krigare som ofta reste ut i världen. En vinter bodde han hos Snjå den gamle (Snær gamli) i Finland och fick hans dotter Driva till maka. Våren efter for han hem, men lovade att komma tillbaka om tre år. När Vanlande glömde bort detta och inte kom tillbaka på tio år skickade hon deras son Visbur till honom med sejdkvinnan Huld. Hon skulle skicka kungen tillbaka till Driva eller om detta misslyckades skulle hon döda honom. När hon sejdade fick Vanlande lust att fara till Finland men hindrades av sina män. Huld skickade då en mara som red honom till döds. Han begravdes sedan på Skutåns strand och Visbur efterträdde honom som kung. 